# Гвінейниця
Гвінейниця (Microeca) — рід горобцеподібних птахів родини тоутоваєвих (Petroicidae). Представники цього роду мешкають в Австралії, Новій Гвінеї та Індонезії.

## Види
Міжнародна спілка орнітологів визнає три види:
- Гвінейниця австралійська (Microeca fascinans)
- Гвінейниця жовтогруда (Microeca flavigaster)
- Гвінейниця танімбарська (Microeca hemixantha)

## Етимологія
Наукова назва роду Microeca є сполученням слів  μικρος — малий і οικα — бути як.